# Агаев, Камран Адил оглы
Камран Адильхан оглы Агаев (азерб. Kamran Adilxan oğlu Ağayev; Дивичи, Азербайджанская ССР,   СССР) — азербайджанский футболист, вратарь. Выступал за сборную Азербайджана.

## Карьера
В детстве поступил в футбольную школу в городе Тауз. Профессиональную карьеру начал в бакинской команде «Шафа» в 2003 году. В 2004 году перешёл в «Туран», где вскоре стал основным голкипером. В 2006 году вызвал интерес руководства клуба «Хазар-Ленкорань», и вскоре перешёл в этот клуб. С сезона 2007/08 — основной вратарь клуба, а к концу сезона был вызван в сборную Азербайджана.
К концу 2008 года получил травму в матче со сборной Финляндии и пропустил весь сезон 2008/09. В 2010 году продлил контракт с клубом «Хазар-Ленкорань» до 2012 года и объявил, что покинет этот клуб только в случае, если уедет играть за границу. В 2009 году AФФA признала Агаева лучшим вратарём года. В октябре 2010 года Международная федерация футбольной истории и статистики внесла Агаева в число самых «непробиваемых» вратарей в истории футбола.
В начале 2013 года перешёл в клуб «Баку», а год спустя отправился в «Габалу».
В 2016 году перешёл в португальский клуб «Боавишта», где стал основным вратарём команды.

## Достижения
- Чемпион Азербайджана: 2006/07
- Вратарь года в Азербайджане: 2009